# Bachia talpa
Espèce
Bachia talpa est une espèce de sauriens de la famille des Gymnophthalmidae.

## Répartition
Cette espèce est endémique de Colombie. Elle se rencontre dans la Sierra Nevada de Santa Marta et au Caquetá.
Sa présence au Venezuela est incertaine.

## Publication originale
- Ruthven, 1925 : Lizards of the genus Bachia. Proceedings of the Boston Society of Natural History, vol. 28, no 3, p. 101-109.